# Alizaprid
Az alizaprid (INN: alizapride) hányinger és hányás elleni gyógyszer, beleértve a kemoterápia okozta hányingert is.

## Működésmód
A központi idegrendszer kemoreceptor trigger zónájában(en) gátolja a dopamin D2 receptorokat, ezáltal a legtöbb hányást okozó ingert.

## Mellékhatások, ellenjavallatok
Az alizaprid ellenjavallt emésztőrendszeri vérzés, székrekedés és perforáció esetén, közvetlenül műtéti beavatkozás után, valamint pheochromocytomás(en) betegeknél.
Miután a szert a vese választja ki, csökkent vesefunkció esetén fokozott óvatosság szükséges.
Az egyik mellékhatás az extrapiramidális szimptóma(en), ezért fokozott figyelemmel kell alkalmazni a szert a nem akaratlagos mozgás minden rendellenessége esetén (epilepszia, Parkinson-kór). Ugyanezen okból az autóvezetési képességet is befolyásolhatja a szedés.
Egyéb mellékhatások: nyugtalanság, álmosság, hasmenés, alacsony és magas vérnyomás, szédülés, depresszió.
A szer hatását növeli a lítium, csökkentik az antimuszkarinos és opioid szerek.

## Adagolás
Felnőttek esetén 75–300 mg több részletben, szájon át. Gyerekeknél hidroklorid formában 5 mg/tskg/nap.
Kemoterápia esetén 2–5 mg intravénásan vagy izomba adva, két részletben. Az elsőt fél órával a kemoterápiás kezelés megkezdése előtt, a másikat 4–8 órával a kezelés után kell beadni. A maximális adag 4,5 g a teljes kemoterápia alatt.